# Valerianella fusiformis
Valerianella fusiformis es una especie de planta perteneciente a la familia  Valerianaceae.

## Descripción
Es una hierba anual  con tallos que alcanzan un tamaño de 5-30 cm de altura, ramificados en la mitad superior o desde la base. Las hojas miden 4-45 × 0,7-7,5(11) mm, decrecientes de abajo a arriba; las basales oblanceoladas, oblongo-espatuladas u oblongo-obovadas, atenuadas, enteras, obtusas, ± hirsutas al menos en márgenes y en el nervio medio por el envés, con 1-3 nervios longitudinales –el central destacado– y nervadura secundaria pinnada difusa, secas o faltan durante la floración; las caulinares medias oblanceoladas o ± espatuladas, atenuadas, enteras, obtusas, antrorso-escábridas en los márgenes, en el nervio de la cara abaxial y el extremo distal de la cara adaxial, con 1 nervio destacado, las superiores estrechamente lineares. La inflorescencia con ramas de último orden culminadas por cimas obpiramidales paucifloras. Brácteas 3-5 mm, oblongas u oblongo-lanceoladas. Corola 0,8-1 mm, con tubo blanquecino y lóbulos azulados, glabra o con algún pelo disperso en el exterior; tubo 0,5-0,7 mm, sin giba. Los frutos son aquenios de 2,2-3 mm, de color pardo obscuro al madurar.

## Distribución y hábitat
Se encuentra en los pastos terofíticos en substratos pedregosos preferentemente calizos; a una altitud de 700-1400 metros, dispersa por el norte y este de la península ibérica.

## Taxonomía
Valeriana fusiformis fue descrita por Carlos Pau Español y publicado en Bol. Soc. Esp. Hist. Nat. 21: 144 (1921)